# 庫蘭群島
庫蘭群島（Kuran Islands）是印度尼西亞的群島，群島中的小型島嶼分佈於亞彭島西南面、極樂鳥灣和新畿內亞以北的海域，東面則有安拜群島。由巴布亚省亚彭群岛县负责管理。